# Едуард Захер
Едуард Захер (нім. Eduard Sacher; 8 лютого 1843, Железовці — 22 листопада 1892, Відень) — австрійський кулінар і власник готелю у Відні.

## Біографія
Син віденського торговця вином і делікатесами Франца Захера Едуард навчався кондитерської справи в придворній кондитерській «Демель» і в цей час удосконалив рецепт сучасного торта «Захер». У 1873 році Едуард Захер відкрив ресторан на Віденській Кернтнерштрассе, який обладнав окремими кабінетами на паризький манер. У 1876 році Захер побудував на місці Кернтнертор-театру готель «Захер». Після смерті Едуарда Захера готелем керувала його дружина Анна Захер.
У шлюбі з Анною народилося двоє синів — Едуард і Крістоф. У 1871 році Едуард Захер отримав звання придворного імператорського постачальника. Едуард Захер похований у Бадені.